# Тонне-Бутон
Тонне́-Буто́н (фр. Tonnay-Boutonne) — коммуна во Франции, находится в регионе Пуату — Шаранта. Департамент коммуны — Шаранта Приморская. Входит в состав кантона Тонне-Бутон. Округ коммуны — Сен-Жан-д’Анжели.
Код INSEE коммуны — 17448.

## Население
Население коммуны на 2010 год составляло 1158 человек.
| 1962 | 1968 | 1975 | 1982 | 1990 | 1999 | 2010 |
| ---- | ---- | ---- | ---- | ---- | ---- | ---- |
| 1051 | 1036 | 1072 | 1053 | 1088 | 1126 | 1158 |